# Käravete
Käravete (jusqu’en 1920 en allemand : Kerrafer) est un village du centre de l’Estonie, situé dans la commune rurale d’Ambla  dans la région de Jarva.Sa population est de 270 habitants 
au 1er janvier 2012,.

## Géographie
Le village se trouve à 10 kilomètres de Jäneda (autrefois Jendel) et il est traversé par la rivière Ambla. Un lac artificiel de 2,6 hectares a été creusé en 1979 à l’emplacement d’un petit étang desservant un moulin, où l’on peut pêcher des perches depuis 1991.

## Histoire

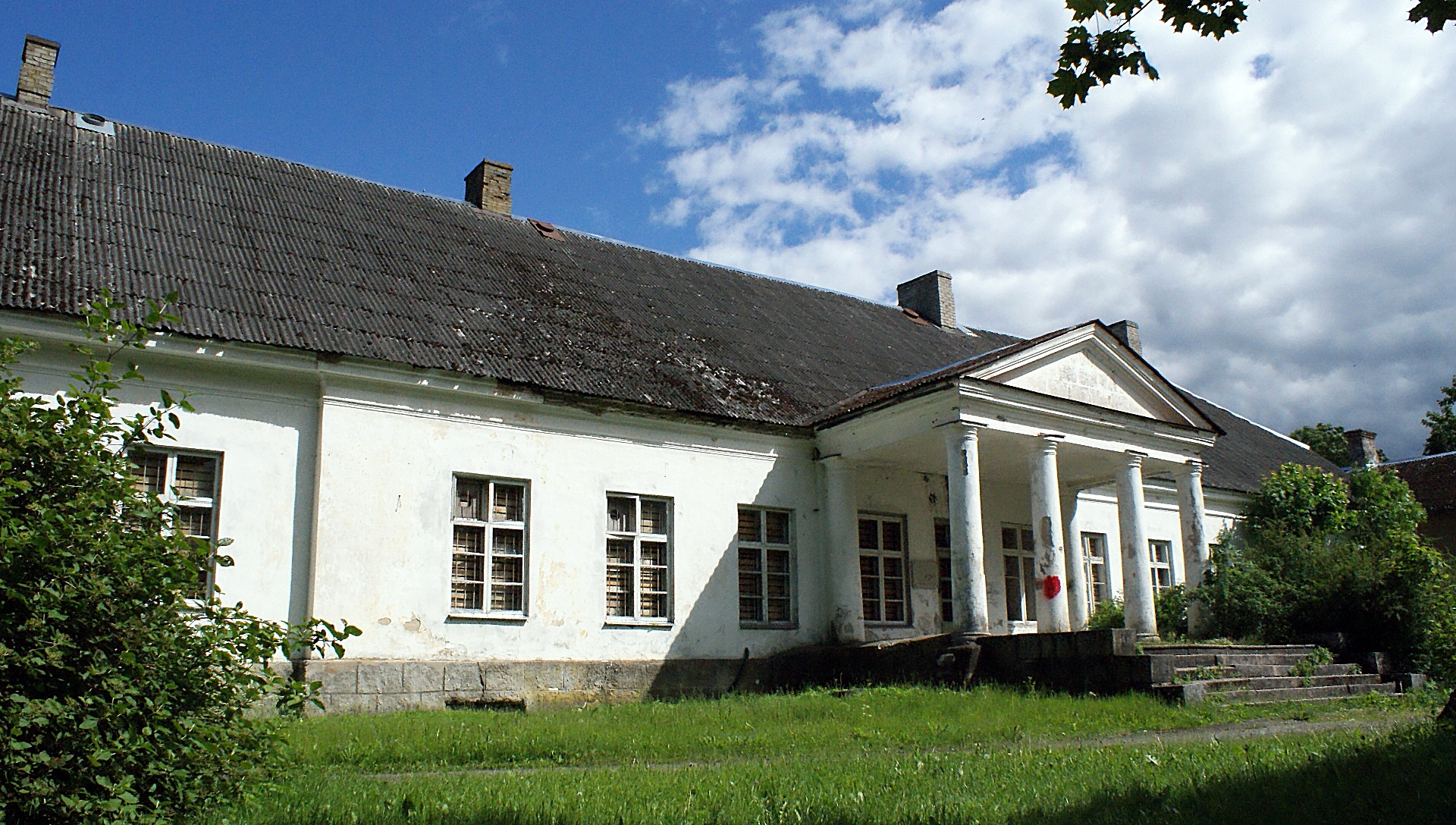
Vue du manoir

L’endroit a été mentionné par écrit en 1540 sous le nom de Kiriver. Un domaine agricole seigneurial y est fondé au XVIIe siècle sous le nom de Kerrafer. Le manoir de Kerrafer, reconstruit dans la seconde moitié du XVIIIe siècle, existe toujours. Son portique tétrastyle ionique date de 1820, à l’époque du comte Gustav Dietrich von Rehbinder. Le manoir servait de maison de la culture avec un cinéma et une bibliothèque publique, du temps de la République socialiste soviétique d’Estonie. C’est aujourd’hui une propriété privée.